# Багновець
Багнове́ць (Ammodramus) — рід птахів родини Passerellidae. Включає три види. Декілька видів, що колись відносили до цього роду, виокремлені до родів Ammospiza та Centronyx. Рід поширений у Північній і Південній Америці.

## Список видів
- Багновець прерієвий (Ammodramus savannarum)
- Багновець південний (Ammodramus humeralis)
- Багновець жовтощокий (Ammodramus aurifrons)